# Короткие нарды
Короткие нарды — одна из наиболее популярных разновидностей игры в нарды.

## Правила игры в короткие нарды

### Начальная позиция
Короткие нарды — игра для двух игроков, на доске, состоящей из 24 узких треугольников, называемых пунктами. Треугольники чередуются по цвету и объединены в 4 группы по 6 треугольников в каждой. Пункты нумеруются для каждого игрока отдельно, начиная с дома данного игрока. Самый дальний пункт является 24-м пунктом, он также является первым пунктом для оппонента. Для белых (на диаграммах рисуется внизу) пункты нумеруются по часовой стрелке, для чёрных — против часовой стрелки.
Пункты объединены в группы. Эти группы называются — дом (1—6), двор (7—12), дом противника (19—24), двор противника (13—18). Дом и двор разделены между собой планкой, которая выступает над игровым полем и называется бар.
У каждого игрока имеется 15 шашек. Начальная расстановка шашек у каждого из игроков такова:
| Пункт | Шашек |
| ----- | ----- |
| 24    | 2     |
| 13    | 5     |
| 8     | 3     |
| 6     | 5     |
У каждого игрока имеется своя пара игральных костей и специальный стакан, который используется для того, чтобы перемешать кости. Кубик (куб Даве) с нанесёнными на его грани числами 2, 4, 8, 16, 32 и 64 используется для того, чтобы следить за текущей ставкой игры.

### Цель игры
Цель игры — перевести все свои шашки в свой дом и затем снять их с доски. Первый игрок, который снял все свои шашки, выигрывает партию.

### Начальный жребий
Чтобы начать игру, каждый игрок бросает одну кость. Этим определяется, какой из игроков ходит первым и какие числа для своего первого хода он использует. Если у обоих игроков выпали одинаковые числа, они оба кидают кости до тех пор, пока не выпадут различные значения.

### Движение шашек
Игрок, у которого выпало большее число во время жребия, передвигает свои шашки в соответствии с числами на обеих костях. После первого хода игроки поочерёдно бросают по две кости и выполняют ходы.
Числа на каждой кости показывают, на сколько пунктов, или пипсов, игрок должен передвинуть свои шашки. Шашки всегда движутся только в одном направлении — от пунктов с большими номерами к пунктам с меньшими. Для белых — против часовой стрелки. Для чёрных — по часовой стрелке. При этом применяются следующие правила: шашка может двигаться только на открытый пункт, то есть на такой, который не занят двумя или более шашками противоположного цвета.
1. Числа на обеих костях составляют отдельные ходы. К примеру, если у игрока выпало 5 и 3, он может пойти одной шашкой на 3 пункта, а другой — на 5, либо он может пойти одной шашкой сразу на 3 + 5 = 8 пунктов, но последнее лишь в том случае, если промежуточный пункт (на расстоянии 3 или 5 пунктов от начального пункта) также открыт.
2. Игрок, у которого выпал дубль, играет каждое из чисел на каждой из костей дважды. Например, если выпало 6-6, то игрок должен сделать четыре хода по 6 очков, и он может передвинуть шашки в любой комбинации как сочтёт нужным.
3. Игрок обязан использовать оба числа, которые ему выпали, если они допускаются правилами (если у него выпал дубль, он обязан использовать все четыре числа). Когда можно сыграть только одно число, игрок обязан сыграть это число. Если каждое из чисел по отдельности можно сыграть (но не оба вместе), игрок должен играть большее число. Если игрок не может сделать хода, то он пропускает ход. В случае, если выпал дубль, если игрок не может использовать все четыре числа, он должен сыграть столько ходов, сколько возможно. Нельзя отказываться от хода, если результат хода невыгоден.

### Как побить и зарядить шашку
Пункт, занятый только одной шашкой, носит название «блот». Если шашка противоположного цвета останавливается на этом пункте, блот считается побитым и кладется на бар. В любой момент, когда одна или несколько шашек находятся на баре, первая обязанность игрока — это зарядить шашки в доме соперника. Шашка вступает в игру, перемещаясь на пункт, соответствующий выброшенному значению кости.
К примеру, если игроку выпало 4 и 6, он может зарядить шашку в 4-й либо в 6-й пункты, если они не заняты двумя или более шашками противника.

Если оба пункта, соответствующие значениям выброшенных костей, заняты, то игрок пропускает свой ход. Если игрок может ввести некоторые из своих шашек, но не все, то он должен зарядить все шашки, которые возможно, и затем пропустить оставшуюся часть хода. После того, как все шашки будут введены с бара, неиспользованные значения костей можно использовать как обычно, перемещая шашку, которую вы зарядили либо любую другую шашку.

### Как выбросить шашки из игры
Когда игрок привёл все свои 15 шашек в свой дом, начинается их выбрасывание с доски. Игрок выбрасывает шашку следующим образом: бросается пара костей и тогда можно:
1. снять шашку, которая стоит на пункте, соответствующем значению на кубике (например, если выпало 5, то выкидывается шашка с 5-го поля);
2. переместить любую шашку внутри дома с пункта с бо́льшим номером (то есть, если выпало 3, то переместить шашку с 5-го поля на 3 поля (то есть, на 2-е поле), даже если на 3-м поле тоже стоит шашка);
3. снять шашку, которая стоит на пункте с меньшим номером, если нет шашек на пункте, соответствующем и на бо́льшем, чем значение выпавшей кости (то есть, если выпало 4, а на 4-м, 5-м и 6-м полях нет шашек, то сбрасывается шашка с 3-го, если нет на 3-м поле, то скидывается со 2-го, и если нет на 2-м, то с 1-го);
4. при перемещении шашки во внутренней доске, убив при этом шашку соперника, выбросить эту шашку или пару шашек запрещается (даже при выбросе парных костей в случае игры по тюремным правилам).

В стадии выбрасывания шашек все шашки игрока должны находиться в его доме. Если шашка будет побита в процессе выбрасывания шашек, то игрок должен привести шашку обратно в свой дом, прежде чем он продолжит выбрасывать шашки. Тот, кто первый снял все шашки с доски, выигрывает партию.

### Даве
В нарды, как правило, играют на деньги при условленной ставке за одно выигранное очко. Каждая игра начинается при ставке в одно очко. В процессе игры игрок, который чувствует, что у него довольно большое преимущество в игре, может предложить даве (то есть удвоить ставки). Он может это сделать только перед началом своего хода до того, как он бросит кости. Если игрок, которому предложили удвоить ставки, пасует, то он сдаёт эту партию и проигрывает одно очко. В противном случае он должен принять даве и играть с удвоенными ставками. Игрок, который принял даве, становится обладателем куба, и только он может теперь заново удвоить ставки. Встречное удвоение ставок в одной и той же игре носит название басе (или редабл). Если игрок сдаётся в этот момент, он проигрывает столько очков, сколько стояло на кону перед этим редаблом. В противном случае куб переходит к нему, и игра продолжается дальше с ещё раз удвоенным значением ставок. Ограничений на число редаблов не существует.
Специальный куб Даве имеет грани с цифрами 2, 4, 8, 16, 32, 64 — для кратности увеличения ставки. Он показывает, во сколько раз увеличена текущая ставка. Использование куба Даве значительно поднимает азарт в нардах, ведь начальная ставка может увеличиться в 64 раза.

### Марс и кокс
В конце игры, если проигрывающий игрок успел снять хотя бы одну шашку с доски, он проигрывает столько очков, сколько стоит к этому моменту на кубике (одно очко, если никто из игроков не говорил даве). Однако, если проигравший не успел выбросить с доски ни одной шашки, он проигрывает марс и теряет удвоенное число очков. Если же, более того, проигравший не снял ни одной шашки и одна или несколько его шашек остались на баре или в доме противника, он проигрывает кокс и теряет утроенное число очков.

### Дополнительные правила
Некоторые дополнительные правила получили широкое распространение в игре.
Авто-дабл. Если обоим игрокам выпало одинаковое число очков первым ходом, то ставки удваиваются. Кубик поворачивается по два и остаётся на середине доски. Игроки обычно заранее договариваются об ограничении числа авто-даблов в начале игры. Это правило в основном используется при игре на деньги для придания большего азарта.
Бивер. Если игроку объявляют даве, он может немедленно переудвоить ставки, объявив встречный редабл — бивер, кубик в этом случае остаётся у этого игрока. Игрок, который первым объявил даве, имеет возможность принять этот бивер или спасовать, как в случае простого даве, но при этом он проигрывает уже удвоенную ставку.
Правило Якоби. Марс и кокс считаются как одно очко, если ни один из игроков не объявлял даве в ходе игры. Это правило ускоряет игру, поскольку устраняет ситуации, где игрок не объявляет даве, поскольку стремится играть на марс.
В 2006 году опубликован перевод с английского фундаментальной книги Пола Магрила (двукратного чемпиона мира) «Нарды».
Есть нюанс в классических правилах кавказских нард, гласящий: в своём доме нельзя убить шашку противника и спрятаться. Другими словами, шашку, которая била шашку противника, нельзя этим же ходом передвинуть так, чтобы она встала на другую шашку и была сдвоенной, то есть вне досягаемости для удара. Убить и накрыть бившую шашку другой — можно. Убить и передвинуть дальше на свободное поле, но не прятаться — можно. Убить и выбросить (если нет другого хода) — можно.

## Разновидности игры

### Кавказские
Начальная расстановка: Стандартная.
В своём доме запрещено прятаться или выбрасывать после боя.

### Накгаммон
Начальная расстановка: с пунктов по пять шашек (пункты 6 и 13) перемещены по одной шашке в 23-й пункт.

### Гипергаммон
Начальная расстановка: у белых в 1-м, 2-м и 3-м пункте по одной шашке. Чёрные симметрично.

### Лонггаммон
Начальная расстановка: шашки в 1-м пункте. Чёрные симметрично.

### Выстрел наповал
Начальная расстановка: Стандартная.
Кто первым выбьет фишку оппонента – выигрывает. Без кокса и марса.

### Ядерные
Начальная расстановка: Стандартная.
В этой игре присутствует дополнительная фишка, называющаяся «атомная бомба». В начале игры атомная бомба не принадлежит никому (аналогично кубу удвоения). В любой момент игры каждый из игроков может объявить «атомный взрыв». При этом все одинокие шашки (блоты) считаются побитыми и ставятся на бар, но «бомба» передаётся на сторону противника.

### Плакото / Тапа
Начальная расстановка: как для Лонггаммон.
Одиночная шашка оппонента не выбивается на бар, а запирается. Пока оппонент не освободит шашку, ею нельзя ходить.
Самая нижняя фишка в начальном пункте — материнская. Когда оппонент запрёт материнскую фишку — засчитывается поражение с марсом.

### Abak Evolution
Это современный вариант нард, который добавляет классы солдат к оригинальной игре, каждый из которых обладает своими особенностями и уникальным поведением. Правила оригинальной игры сохраняются, но добавление 5 классов солдат с различными атрибутами делает его более сложным и стратегическим. Эти классы включают в себя: Гвардия, которая сильнее других фишек (для ее захвата требуются 2 обычные фишки); Генерал, который может двигаться вперед и назад; Друид: ловит и удерживает вместо захвата; Раненый Четный: двигается только на четные числа; Раненый Нечетный: двигается только на нечетные числа; Также есть пешка, которая соответствует обычным фишкам нард. Этот вариант был создан в Чили Сами Гарибом.

## Нотация
Нотация в нардах предназначена для записи проводящейся игры, она была разработана Полом Магрилем (англ. Paul Magriel), одним из известнейших игроков и преподавателей игры в нарды, в 1970-х годах.
Выпадение кубиков записывается в виде пары чисел, разделённых тире, например, «5-2» означает, что на одном кубике выпало 5, а на втором 2. Пункты на доске (треугольники) нумеруются от 1 до 24, при этом для противника нумерация противоположна, то есть пункт 24 для него будет пунктом 1, пункт 23 — пунктом 2 и т. д. Запись перемещения фишек производится в виде двух чисел, разделенных чертой, например, «8/4», что означает, что игрок переместил одну фишку с пункта 8 на пункт 4. Полностью запись хода состоит из значений, выпавших на кубиках, и сделанных перемещений, например:
4-2: 8/4 6/4
Это означает, что у игрока выпало на кубиках 4 и 2 и что он осуществил перемещение двух фишек: с пунктов 8 и 6 на пункт 4.
Одинаковые ходы указываются числом в скобках, например, «8/4(2)» означает, что были перемещены две фишки с пункта 8 на пункт 4. Если возникает ситуация, когда совершить ход по правилам невозможно, используется символ «Ø». Например, «6/1, Ø» означает, что игрок сыграл одну фишку с пункта 6 на пункт 1, однако второе выпавшее на кубиках число он использовать не может, так как нет ни одного легального хода.
Если в результате хода произошло взятие фишки соперника, ход помечается символом «*». Например, запись «13/7*» означает, что фишка перешла с пункта 13 на пункт 7, где произошло побитие фишки соперника. Запись «6-2: 13/7*/5» означает, что на кубиках выпало 6-2, и был сделан ход фишкой с пункта 13 на пункт 5 с промежуточным взятием фишки соперника на пункте 7.
В случае, если происходит возвращение побитой фишки в игру с бара, производится запись вида «Бар/22», что означает, что игрок вернул в игру фишку с бара, поставив её в пункт 22. Когда происходит снятие фишки с поля, используется запись вида «6/off», что означает снятие фишки с поля с пункта 6.

## Эффективное использование фишек в игре
В силу того, что игра в нарды, в отличие, например от шашек или шахмат, значительно зависит от случайности, когда невозможно предсказать, какая комбинация ходов выпадет на кубиках, игрок должен стараться обеспечивать себе в каждую стадию игры максимальное количество возможных ходов и, одновременно, ограничивать количество комбинаций, которые могут быть выгодны его сопернику. Совершая ход, игроку следует думать не столько о том, насколько дальше он может продвинуть свои фишки к финишу, а о том, как создать наиболее благоприятное для себя расположение фишек на поле с учётом того, какие комбинации чисел могут выпасть в следующих бросках у него, и как создать максимально неэффективное расположение фишек у соперника.
Сведение игры лишь к гонке, когда приоритетом становится лишь перемещение фишек от начала к финишу, почти всегда будет приводить к проигрышу, так как нарды предполагают достаточно плотное взаимодействие с противником, который может, имея большое количество фишек и, казалось бы, большее количество ходов, требуемых для завершения игры, тем не менее победить, лишив оппонента возможности перемещаться, заперев его фишки своими.
Опытные игроки умеют просчитывать возможные будущие ходы при различных вариантах выпадения чисел на кубиках. Таким образом, они имеют возможность использовать даже невыгодные на первый взгляд комбинации, которые на самом деле могут входить в рассмотренные ими варианты развития ситуации. Таким образом, опытность игрока заключается в способности управлять игрой вне зависимости от случайного характера выпадения кубиков, путём создания максимально выгодных для себя позиций, когда выпавшая удачная комбинация позволит ему совершить не просто хороший ход, а максимально эффективный.
В общем случае, целями при совершении хода не должно являться максимальное продвижение фишек или взятие фишек соперника. Главной стратегической целью должно быть создание преимущества, и если побитие фишки противника такого преимущества не даёт, то следует его избежать. Одновременно нужно следить за тем, чтобы у противника было как можно меньше возможностей побить ваши фишки. Для этого нужно стараться избегать прямых шотов (шесть и менее шагов) или же, если приходится оставлять фишку без защиты, ограничивать число прямых шотов минимальным их количеством. Лучше, если фишка попадает под непрямой шот (семь и более шагов). Также нужно стремиться при совершении ходов создавать закрытые пункты, которые являются базовыми пунктами для защиты и нападения.
Создание закрытых пунктов, как одна из важнейших тактических задач, приводит к понятию «фишек-строителей», то есть рассмотрению фишек не как «бегунов», которых надо как можно быстрее заставить пробежать поле, а как строительный материал, с помощью которого осуществляется создание закрытых пунктов. Каждая фишка обладает потенциальной возможностью участвовать в «строительстве», и целью игрока должно стать максимально эффективное использование этого строительного материала. Имея целью захватить какое-либо поле, следует размещать фишки так, чтобы они находились в непосредственной близости от нужного поля, то есть на расстоянии шесть шагов и менее. При этом следует учитывать, что появление даже одной дополнительной фишки в близости от цели, увеличивает вероятность захвата пункта в два раза. Создание «фишек-строителей» — один из важных атрибутов игры профессионала. При этом следует различать активных строителей, то есть фишки, которые находятся в непосредственной близости и которые можно использовать, и неактивных строителей, которые хотя и располагаются на необходимом расстоянии, но не могут быть использованы (например, из-за того, что в результате её перемещения появится блот, находящийся под прямым ударом фишки соперника).

## Стратегии игры
Можно выделить несколько стратегий при игре в нарды. Одна из них — стратегия «стремительной игры». В основе этой стратегии лежит принцип гонки, когда во главу угла ставится как можно быстрое перемещение своих фишек к финишу с целью обгона соперника. В общем случае «чистая гонка» в нардах невозможна, так как фишки игрока встречаются с фишками противника, который может запереть ваши фишки или побить их. Суть стратегии стремительной игры заключается в безопасном прохождении фишками препятствий и вхождение их в гонку — ситуацию, когда фишки противника уже не могут помешать продвижению к финишу.
Тактика стремительной игры предусматривает несколько моментов. Во-первых, первыми должны начинать движение дальние фишки, так как им нужно проделать больший путь. Одновременно, нужно создавать препятствия для продвижения дальних фишек противника. Во-вторых, чем дальше продвинулась фишка, тем более серьёзно она должна быть защищена от побития, так как в этом случае ей придётся вернуться к началу пути. Поэтому фишки на подходе к дому должны быть защищены, а если приходится подставлять фишку под удар, то нужно следить, чтобы она не попадала под прямой шот, а только под непрямой. Соответственно, взятие фишек соперника, особенно тех, что продвинулись далеко, весьма эффективно. В-третьих, важно создавать закрытые пункты, что затрудняет продвижение противника и ввод в игру его побитых фишек. В целом, нужно стремиться как можно быстрее снять с доски максимально возможное количество своих фишек.
Второй стратегией игры является «удерживающая игра». Принцип её противоположен «стремительной игре». Данная стратегия допускает отставание в гонке, однако игрок остаётся в выигрышной позиции за счёт размещения своих фишек в Доме и Дворе противника, что позволяет бить чужие фишки при их попытке входа в Дом. Ведение удерживающей игры более сложно, так как здесь больший акцент делается на выстраивание выгодной диспозиции, что требует серьёзной стратегической подготовки. Важными моментами при ведение удерживающей игры является закрытие ваших пунктов 5, бар-пункта и пункта 4, при этом пункт 5 является важнейшим. Чем ближе друг к другу расположены закрытые пункты, тем они более эффективны. Для создания этих закрытых пунктов потребуются фишки-строители, которые нужно провести к нужным позициям, возможно, идя на определённый риск. Также определяющим является построение передового якорного пункта — это закрытые пункты 4 или 5 противника.
Все ходы в своём доме должны быть серьёзно обоснованы, здесь возможны только самые необходимые ходы, так как главной целью является перемещение фишек в других квадрантах. Ввод фишек в дом должен осуществляться с использованием небольших передвижений — на один-два пункта. Если же противник держит пункт в вашем доме, то не следует вводить фишки внутрь него, лучше держать их на расстоянии. Всегда следует учитывать возможность выпадения больших дублей с тем, чтобы иметь возможность безопасно их разыграть, без оставления блотов. Дальние фишки не должны оставаться в одиночестве, что делает их уязвимыми, они должны располагаться парой.
Ещё одной стратегией является «блокирующая игра». Суть её состоит в том, что на поле выстраиваются последовательно несколько закрытых пунктов, что препятствует продвижению фишек противника вплоть до полной блокады, когда создаётся заграждение из 6 подряд закрытых пунктов. Однако даже 5-пунктовую блокаду перейти чрезвычайно сложно. Цельные блокады наиболее эффективны, но и разбитые блокады, когда между несколькими заблокированными пунктами есть разрыв, тоже далеко не всегда легко преодолеть. Создание блокады также является эффективным средством против аналогичной блокады противника. Умелое создание собственной блокады может вынудить соперника начать разрушать свои позиции первым. Если ситуация заставляет разрушать вас собственную построенную блокаду, то надо начинать это делать, начиная с наиболее удалённых пунктов.
Также можно выделить «атакующую игру», которая бывает эффективна при некоторых позициях, например, когда вы захватили передовой якорный пункт в Доме противника или получилось закрыть больше пунктов в своём Доме, чем это смог соперник. Атаку возможно предпринять и тогда, когда у противника имеется несколько блотов, которые можно побить без слишком большого риска. Определяющим при проведении атаки является владение 5 пунктом противника. Атакующая игра связана с большими рисками, чем прочие, допустимо идти на определённые жертвы, чтобы провести полезную атаку. Например, взятие двух фишек противника в своём Доме чрезвычайно эффективный ход, ради которого можно даже допустить появление собственного блота. Также, если в общем случае разумной тактикой является закрытие внутренних пунктов, следует рассмотреть возможность проведения закрытия удалённых пунктов, как более хорошую. В случае, когда у соперника имеются фишки на баре, нужно предпринять усилия по накоплению «строительного материала» для захвата пунктов в вашем Доме. Попытки обеспечить защиту блотов вне Дома в данном случае не являются выигрышным решением.

## Удвоение ставок
Одним из важнейших аспектов игры в нарды является удвоение ставок. Своевременное, обдуманное решение о предложении удвоения существенно усиливает игру. В целом, вопрос удвоений настолько важен, что без качественного владения этим приёмом невозможно достичь сколько-нибудь значимых результатов, даже ведя отличную игру фишками. Умелое пользование удвоениями — признак профессиональной игры, поскольку не существует каких-либо однозначных правил, когда и в каких позициях удвоение выгодно или наоборот.
Одним из общих принципов, касающихся удвоений, является так называемый принцип «три к одному»: если вероятность победы противника больше 75 % (то есть больше чем три к одному), следует пасовать при предложении им удвоения. Если его шансы меньше — предложение следует принять. Точные расчёты шансов далеко не всегда осуществимы, поэтому следует оценивать ситуацию в целом, полагаясь на здравый смысл и опыт. Предлагать удвоение ставок следует очень осмотрительно, так как есть шанс лишить себя возможности удвоить ставку ещё раз. Критичным является положение дабл-куба.